# Karl-Heinz Hollstein
Karl-Heinz Hollstein (* 10. September 1919 in Stettin; † 22. Mai 2014 in Schwerin) war ein deutscher Generalmajor. Er war Kommandeur einer Motorisierten Schützendivision und Chef des Wehrbezirkskommandos Schwerin der Nationalen Volksarmee (NVA).

## Leben
Der Sohn eines Arbeiters absolvierte nach dem Besuch der Volksschule von 1937 bis 1940 eine Lehre zum Elektroschlosser. 1940 wurde er zur Wehrmacht eingezogen und geriet 1945 als Unteroffizier der Panzertruppe in sowjetische Kriegsgefangenschaft, aus der er 1948 entlassen wurde.  
Er trat am 4. Oktober 1948 in die Deutsche Volkspolizei (DVP) ein, war zunächst Gruppenführer in der VP-Bereitschaft Kühlungsborn. 1949 wurde er Mitglied der Sozialistischen Einheitspartei Deutschlands (SED) und Kommandoleiter der VP-Dienststelle Pinnow. Von 1950 bis 1952 war er Offizier in der VP-Bereitschaft Eggesin. Von 1952 bis 1953 besuchte er einen Sonderlehrgang in der Sowjetunion. Anschließend wurde er Kommandeur des Selbstfahrlafetten-Kommandos der Kasernierte Volkspolizei in Gotha.
Am 1. März 1956 trat er als Major in die NVA ein und wurde Kommandeur des neugebildeten Panzerregiments 4 in Gotha. Von 1958 bis 1960 studierte er an der Generalstabsakademie der Sowjetischen Streitkräfte in Moskau. Von 1960 bis 1962 war er stellvertretender Kommandeur und seit 1. Oktober 1962 Kommandeur  der 4. motorisierten Schützendivision in Erfurt. Vom 1. Oktober 1966 bis 1979 war er Chef des Wehrbezirkskommandos Schwerin der NVA und gleichzeitig Mitglied der SED-Bezirksleitung Schwerin. Am 7. Oktober 1974 wurde er zum Generalmajor ernannt und am 30. Juni 1979 in die Reserve versetzt. 
Er blieb in Schwerin und war als stellvertretender Vorsitzender des Bezirksvorstandes der Gesellschaft für Deutsch-Sowjetische Freundschaft tätig. Hollstein starb im Alter von 94 Jahren und wurde auf dem Schweriner Waldfriedhof beigesetzt.

## Auszeichnungen
- Vaterländischer Verdienstorden in Bronze und in Silber
- Kampforden „Für Verdienste um Volk und Vaterland“ in Bronze